# Andreï Archavine
Andreï Sergueïevitch Archavine (en russe : Андрей Сергеевич Аршавин), aussi orthographié Arshavin en transcription anglaise, est un footballeur international russe né le 29 mai 1981 à Léningrad.
Évoluant principalement aux postes de milieu de terrain offensif ou d'ailier au cours de sa carrière, il est formé au Zénith Saint-Pétersbourg dès son plus jeune âge et y fait ses débuts en équipe première lors de la saison 2000. Il y évolue jusqu'en 2008 et s'y impose comme un des joueurs clés de l'équipe qui amène le club au titre de champion de Russie en 2007 et à une victoire en Coupe UEFA en 2008. Il se démarque également comme un des grands acteurs de la sélection russe qui atteint les demi-finales de l'Euro 2008. Ces performances lui valent d'être nommé footballeur de l'année en Russie en 2006 et de se classer sixième au Ballon d'or 2008.
Il obtient en début d'année 2009 un transfert en Angleterre au sein de l'équipe d'Arsenal, où il effectue cependant un passage mitigé. Il retourne par la suite au Zénith, d'abord en prêt en 2012 puis définitivement en 2013, où il remporte deux nouveaux championnats en 2012 puis 2015. Après un bref passage au Kouban Krasnodar, il rejoint le club kazakh du Kaïrat Almaty en 2016 et y évolue trois années, remportant deux coupes nationales avant de mettre un terme à sa carrière à l'issue de la saison 2018.

## Biographie

### Formation en Russie
Andreï Archavine commence le football à l'âge de sept ans et est issu de l'école de football Smena où il est entraîné par Vinogradov et Gordeïev.
En 1999 et 2000, il joue pour l'équipe réserve du Zénith Saint-Pétersbourg en deuxième division russe où il marque 7 buts en 56 matchs. Il intègre l'équipe première du Zénith lors de la Coupe Intertoto 2000, à l'occasion de la demi-finale retour contre Bradford City à Valley Parade, match remporté 3-0 par le Zénith.
Joueur-clé du Zénith, il brille notamment lors de la coupe UEFA 2007-2008 qui voit le triomphe final du club russe, grâce à son talent, son explosivité et sa combativité. Son succès au Zénith et ses bonnes prestations durant l'Euro 2008 alimentent les rumeurs de transfert,, notamment vers l'Angleterre (Manchester City, Newcastle, Everton, Arsenal, Chelsea), mais aussi en Espagne (FC Barcelone, Real Madrid).

### Arsenal

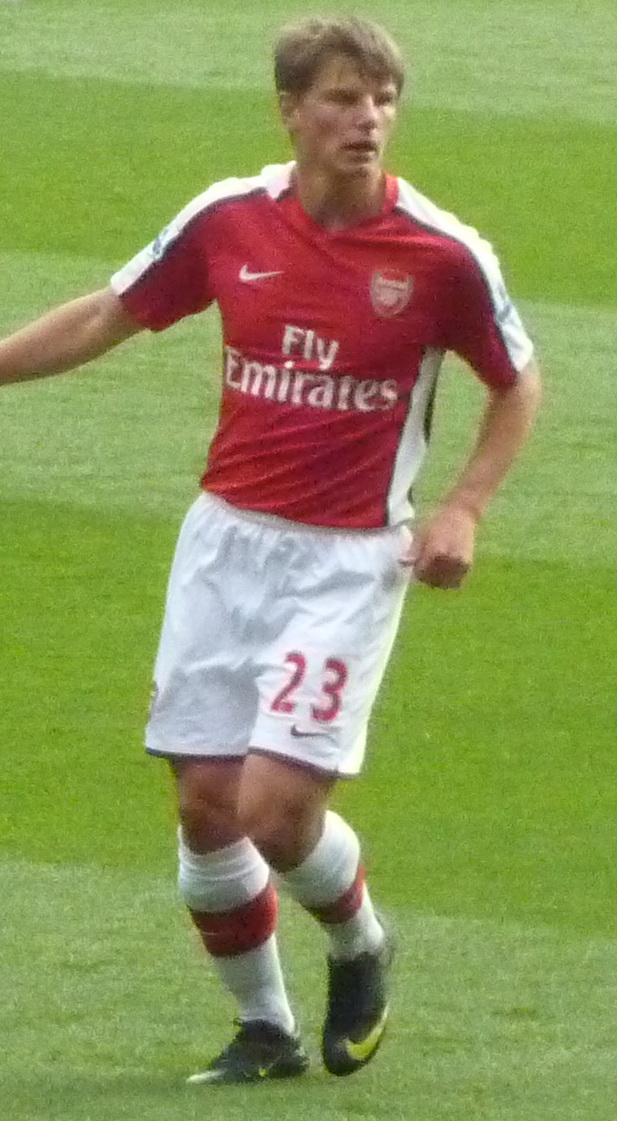
Archavine avec Arsenal en 2009.

Andreï Archavine rejoint finalement le club londonien d'Arsenal en janvier 2009, le coût de la transaction n'étant pas officiellement révélé ; néanmoins la presse parle d'un transfert d'environ 13,3 millions d'euros. Il joue son premier match avec Arsenal le 23 février à l'occasion de la 26e journée de Premier League contre Sunderland, et est élu homme du match malgré le nul concédé 0-0. Il marque son premier but pour le club le 14 mars à la 65e minute contre les Blackburn Rovers. Il marque un quadruplé contre Liverpool en Premier League le 21 avril 2009, la rencontre se terminant sur un score de 4 buts partout.
Archavine se distingue lors du match retour des huitièmes de finale de la Ligue des champions face au FC Porto le 9 mars 2010 en réalisant l'une des meilleures performances de sa carrière en coupe d'Europe. S'il ne marque pas (Arsenal s'impose 5-0), il se montre le meilleur joueur sur le terrain en étant directement impliqué dans quatre des cinq buts de son équipe ; d'abord en délivrant trois passes décisives à Nicklas Bendtner et Emmanuel Eboué en s'arrachant à chaque fois dans la défense portugaise, puis en lançant en toute fin de match une nouvelle fois Eboué en profondeur, permettant à celui-ci d'obtenir un pénalty (transformé par Bendtner qui s'offre ainsi un triplé). Arsenal se fait cependant éliminer au tour suivant par le FC Barcelone. La saison suivante, Archavine alterne passages sur le banc et titularisations. Il s'avère plus efficace en tant que joker de luxe. Il se distingue par quelques entrées décisives, notamment en février 2011 face au FC Barcelone lors du match aller des huitièmes de finale de la Ligue des champions. Il est à l'origine de l'action sur l'égalisation des Gunners, puis marque le but de la victoire. Arsenal sera toutefois une nouvelle fois éliminé par le FC Barcelone à l'issue du match retour.

### Retour en Russie
Le 24 février 2012, l'attaquant russe, en manque de temps de jeu à Arsenal, est prêté jusqu'à la fin de la saison à son club formateur, le Zénith Saint-Pétersbourg,. Il prend part à onze matchs toutes compétitions confondues et marque trois buts avant de réintégrer l'effectif des Gunners le 1er juillet 2012.
Le joueur va jusqu'au bout de son contrat avec le club anglais avant que Arsenal l'informe qu'il ne sera pas prolongé et retourne au Zénith Saint-Pétersbourg dès la saison 2013/2014. Auteur de 21 matchs et deux buts pour son retour, il est nettement en perte de vitesse la saison suivante ne faisant que 14 matchs en championnat. 
En fin de contrat au Zenith, il s'engage une saison pour le Kouban Krasnodar où il retrouve son ancien coéquipier Dmitri Khokhlov nommé entraîneur . Le joueur confirme que son niveau de forme est clairement en baisse et n'effectue que 8 matchs, les dirigeants décident alors de libérer le joueur avant la fin de son contrat en libérant le joueur.

### Fin de carrière et sursaut sportif au Kazakhstan
Archavine part alors au Kazakhstan et s'engage pour deux saisons avec option au Kairat Almaty où le championnat ne commence qu'en mars. Là bas, il retrouve une régularité et une efficacité qu'il n'avait plus connu depuis plusieurs saisons. Il ajoute même une ligne à son palmarès en remportant en 2017 la Coupe du Kazakhstan. Face à ses bonnes performances, les dirigeants lui propose de rempiler pour la saison 2018 où il est encore l'un des joueurs les plus en vue.
Le 11 novembre 2018, le joueur déclare qu'il prend sa retraite à l'âge de 37 ans afin de se consacrer à sa carrière d'entraîneur.

### Sélection nationale

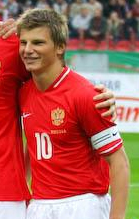
Archavine avec l'équipe nationale russe.

Archavine honore sa première sélection pour l'équipe nationale de Russie le 17 mai 2002 lors du match face à la Biélorussie (défaite 1-1, 5-4 aux tirs au but). 
Il marque son premier but lors du match amical contre la Roumanie le 13 février 2003 (victoire 4-2).
En raison d'un carton rouge contre Andorre lors des éliminatoires de l'Euro 2008, Archavine est suspendu pour les deux premiers matchs du groupe D de ce même Euro.
Revenu pour le match contre la Suède (2-0) lors du dernier match de poule, il marque l'un des deux buts envoyant la Russie en quarts de finale. Lors de la prolongation du quart de finale face aux Pays-Bas, il est à l'origine du deuxième but et marque le troisième but de la victoire (3-1) de la sélection russe. Pour ces deux rencontres, il est désigné « homme du match ». Lors de cet Euro, l'équipe de Russie atteint les demi-finales avant de chuter face au futur vainqueur espagnol (0-3). Il figure dans l'équipe type du tournoi.
En 2009, il est nommé capitaine de l'équipe de Russie.
La sélection russe ne se qualifie pas pour la Coupe du monde 2010 en Afrique du Sud : après une campagne de qualification serrée dans le groupe de l'Allemagne, l'équipe joue les barrages et perd contre la Slovénie (2-1, 0-1). 
En 2012, il porte le brassard de capitaine lors de l'Euro mais les Russes sont éliminés dès le premier tour. 
Lors de l'arrivée de Fabio Capello à la tête de la sélection russe, Archavine est écarté du groupe et l'entraîneur italien nomme Igor Denissov capitaine.

## Palmarès

### En club
- Zénith Saint-Pétersbourg
  - Champion de Russie en 2007, 2012 et 2015
  - Vice-champion de Russie en 2003 et 2014
  - Vainqueur de la Coupe UEFA en 2008
  - Vainqueur de la Supercoupe de l'UEFA en 2008
  - Vainqueur de la Coupe de la Ligue en 2003
  - Vainqueur de la Supercoupe de Russie en 2008
  - Finaliste de la Coupe de Russie en 2002

- Arsenal FC
  - Finaliste de la Coupe de la Ligue en 2011

- Kaïrat Almaty
  - Vice-champion du Kazakhstan en 2016, 2017 et 2018
  - Coupe du Kazakhstan en 2017 et 2018
  - Finaliste de la Coupe du Kazakhstan en 2016
  - Vainqueur de la Supercoupe du Kazakhstan en 2017
  - Finaliste de la Supercoupe du Kazakhstan en 2018

## Distinctions personnelles
- 6e au Ballon d'or 2008
- 21e au Ballon d'or 2009
- Élu footballeur russe de l'année en 2006
- Membre de l'équipe-type de l'Euro 2008
- Joueur du mois du championnat d'Angleterre de football en avril 2009

## Statistiques
| Saison                | Club                            | Championnat           | Championnat | Championnat | Coupe(s) nationale(s) | Coupe(s) nationale(s) | Compétition(s) continentale(s) | Compétition(s) continentale(s) | Compétition(s) continentale(s) | Total | Total |
| Saison                | Club                            | Division              | M.          | B.          | M.                    | B.                    | Comp.                          | M.                             | B.                             | M.    | B.    |
| 1999                  | Zénith-2 Saint-Pétersbourg      | D3                    | 35          | 4           | -                     | -                     | -                              | -                              | -                              | 35    | 4     |
| 2000                  | Zénith-2 Saint-Pétersbourg      | D3                    | 21          | 3           | -                     | -                     | -                              | -                              | -                              | 21    | 3     |
| Sous-total            | Sous-total                      | Sous-total            | 56          | 7           | -                     | -                     | -                              | -                              | -                              | 56    | 7     |
| 2000                  | Zénith Saint-Pétersbourg        | D1                    | 10          | 0           | 1                     | 0                     | CI                             | 3                              | 0                              | 14    | 0     |
| 2001                  | Zénith Saint-Pétersbourg        | D1                    | 29          | 4           | 2                     | 0                     | -                              | -                              | -                              | 31    | 4     |
| 2002                  | Zénith Saint-Pétersbourg        | D1                    | 30          | 4           | 3                     | 1                     | C3                             | 2                              | 0                              | 35    | 5     |
| 2003                  | Zénith Saint-Pétersbourg        | D1                    | 27          | 5           | 2                     | 0                     | -                              | -                              | -                              | 29    | 5     |
| 2004                  | Zénith Saint-Pétersbourg        | D1                    | 28          | 6           | 1                     | 0                     | C3                             | 8                              | 4                              | 37    | 10    |
| 2005                  | Zénith Saint-Pétersbourg        | D1                    | 29          | 9           | 4                     | 2                     | C3                             | 8                              | 3                              | 41    | 14    |
| 2006                  | Zénith Saint-Pétersbourg        | D1                    | 28          | 7           | 4                     | 0                     | C3                             | 5                              | 1                              | 37    | 8     |
| 2007                  | Zénith Saint-Pétersbourg        | D1                    | 30          | 10          | 5                     | 1                     | C3                             | 6                              | 2                              | 41    | 13    |
| 2008                  | Zénith Saint-Pétersbourg        | D1                    | 27          | 6           | 1                     | 1                     | C3+SC+C1                       | 8+1+6                          | 2+0+0                          | 43    | 9     |
| Sous-total            | Sous-total                      | Sous-total            | 238         | 51          | 23                    | 5                     | -                              | 46                             | 15                             | 307   | 71    |
| 2008-2009             | Arsenal FC                      | D1                    | 12          | 6           | 3                     | 0                     | -                              | -                              | -                              | 15    | 6     |
| 2009-2010             | Arsenal FC                      | D1                    | 30          | 10          | 1                     | 0                     | C1                             | 8                              | 2                              | 39    | 12    |
| 2010-2011             | Arsenal FC                      | D1                    | 37          | 6           | 9                     | 1                     | C1                             | 6                              | 3                              | 52    | 10    |
| 2011-2012             | Arsenal FC                      | D1                    | 19          | 1           | 3                     | 1                     | C1                             | 5                              | 0                              | 27    | 2     |
| 2012-2013             | Arsenal FC                      | D1                    | 7           | 0           | 2                     | 1                     | C1                             | 2                              | 0                              | 11    | 1     |
| Sous-total            | Sous-total                      | Sous-total            | 105         | 23          | 18                    | 3                     | -                              | 21                             | 5                              | 144   | 31    |
| 2011-2012             | Zénith Saint-Pétersbourg (prêt) | D1                    | 10          | 3           | 1                     | 0                     | -                              | -                              | -                              | 11    | 3     |
| 2013-2014             | Zénith Saint-Pétersbourg        | D1                    | 21          | 2           | 2                     | 0                     | C1                             | 11                             | 2                              | 34    | 4     |
| 2014-2015             | Zénith Saint-Pétersbourg        | D1                    | 14          | 1           | 2                     | 1                     | C1+C3                          | 4+1                            | 0                              | 21    | 2     |
| Sous-total            | Sous-total                      | Sous-total            | 45          | 6           | 5                     | 1                     | -                              | 16                             | 2                              | 66    | 9     |
| 2015-2016             | Kouban Krasnodar                | D1                    | 8           | 0           | 1                     | 0                     | -                              | -                              | -                              | 9     | 0     |
| Sous-total            | Sous-total                      | Sous-total            | 8           | 0           | 1                     | 0                     | -                              | -                              | -                              | 9     | 0     |
| 2016                  | Kaïrat Almaty                   | D1                    | 28          | 8           | 5                     | 1                     | C3                             | 4                              | 2                              | 37    | 11    |
| 2017                  | Kaïrat Almaty                   | D1                    | 25          | 7           | 5                     | 1                     | C3                             | 4                              | 2                              | 34    | 10    |
| 2018                  | Kaïrat Almaty                   | D1                    | 31          | 9           | 1                     | 0                     | C3                             | 5                              | 0                              | 37    | 9     |
| Sous-total            | Sous-total                      | Sous-total            | 84          | 24          | 11                    | 2                     | -                              | 13                             | 4                              | 108   | 30    |
| Total sur la carrière | Total sur la carrière           | Total sur la carrière | 528         | 111         | 58                    | 11                    | -                              | 96                             | 26                             | 682   | 148   |

### Buts en sélection
| Buts en sélection de Andreï Archavine | Buts en sélection de Andreï Archavine | Buts en sélection de Andreï Archavine | Buts en sélection de Andreï Archavine | Buts en sélection de Andreï Archavine | Buts en sélection de Andreï Archavine | Buts en sélection de Andreï Archavine   |
| #                                     | Date                                  | Lieu                                  | Adversaire                            | Score                                 | Résultats                             | Compétitions                            |
| ------------------------------------- | ------------------------------------- | ------------------------------------- | ------------------------------------- | ------------------------------------- | ------------------------------------- | --------------------------------------- |
| 1                                     | 13 février 2003                       | Stade Tsirion, Limassol               | Roumanie                              | 3-1                                   | 4-2                                   | Match amical                            |
| 2                                     | 9 octobre 2004                        | Stade Josy Barthel, Luxembourg        | Luxembourg                            | 2-0                                   | 4-0                                   | Éliminatoires de la Coupe du monde 2006 |
| 3                                     | 13 octobre 2004                       | Estádio José Alvalade, Lisbonne       | Portugal                              | 1-4                                   | 1-7                                   | Éliminatoires de la Coupe du monde 2006 |
| 4                                     | 30 mars 2005                          | A. Le Coq Arena, Tallinn              | Estonie                               | 1-0                                   | 1-1                                   | Éliminatoires de la Coupe du monde 2006 |
| 5                                     | 4 juin 2005                           | Stade Petrovski, Saint-Pétersbourg    | Lettonie                              | 1-0                                   | 2-0                                   | Éliminatoires de la Coupe du monde 2006 |
| 6                                     | 8 juin 2005                           | Borussia-Park, Mönchengladbach        | Allemagne                             | 2-2                                   | 2-2                                   | Match amical                            |
| 7                                     | 17 août 2005                          | Skonto stadions, Riga                 | Lettonie                              | 1-1                                   | 1-1                                   | Éliminatoires de la Coupe du monde 2006 |
| 8                                     | 7 octobre 2006                        | Stade Dynamo, Moscou                  | Israël                                | 1-0                                   | 1-1                                   | Éliminatoires Euro 2008                 |
| 9                                     | 15 novembre 2006                      | Philip II Arena, Skopje               | Macédoine du Nord                     | 2-0                                   | 2-0                                   | Éliminatoires Euro 2008                 |
| 10                                    | 8 septembre 2007                      | Stade Lokomotiv, Moscou               | Macédoine du Nord                     | 2-0                                   | 3-0                                   | Éliminatoires Euro 2008                 |
| 11                                    | 4 juin 2008                           | Wacker Arena, Burghausen              | Lituanie                              | 2-1                                   | 4-1                                   | Match amical                            |
| 12                                    | 18 juin 2008                          | Tivoli Neu, Innsbruck                 | Suède                                 | 2-0                                   | 2-0                                   | Euro 2008                               |
| 13                                    | 21 juin 2008                          | Parc Saint-Jacques, Bâle              | Pays-Bas                              | 3-1                                   | 3-1                                   | Euro 2008                               |
| 14                                    | 11 octobre 2008                       | Signal Iduna Park, Dortmund           | Allemagne                             | 1-2                                   | 1-2                                   | Éliminatoires de la Coupe du monde 2010 |
| 15                                    | 15 octobre 2008                       | Stade Lokomotiv, Moscou               | Finlande                              | 3-0                                   | 3-0                                   | Éliminatoires de la Coupe du monde 2010 |
| 16                                    | 14 octobre 2009                       | Stade Tofiq-Béhramov, Bakou           | Azerbaïdjan                           | 1-0                                   | 1-1                                   | Éliminatoires de la Coupe du monde 2010 |
| 17                                    | 29 février 2012                       | Parken Stadium, Copenhague            | Danemark                              | 2-0                                   | 2-0                                   | Match amical                            |